# Kongruenz (Recht)
Kongruenz ist in der Rechtswissenschaft die völlige Übereinstimmung von mindestens zwei Ansprüchen, die in einem inneren zeitlichen und wirtschaftlichen Zusammenhang zueinander stehen.

## Allgemeines
Das Kongruenzprinzip stammt im Rechtswesen aus der Sozialversicherung. Der Bundesgerichtshof (BGH) hat dieses Prinzip im September 1957 auf die Privatversicherung übertragen. Seitdem nimmt die Rechtsprechung eine Kongruenz von Versicherungsleistung und Schadensersatz an, soweit der Schadensersatzanspruch sich auf einen Schaden bezieht, der dem versicherten Risiko entspricht. Eine derartige Deckungsgleichheit lässt sich feststellen, wenn beide Forderungen demselben Anspruchsinhaber zustehen, sie sich auf den gleichen Zeitraum, den gleichen Schadensfall, auf das gleiche beschädigte Objekt beziehen und wenn der Schadensersatzanspruch sich mit dem versicherten Interesse deckt. Diese versicherungsrechtliche Kongruenz lässt sich auf andere Rechtsgebiete übertragen.

## Bürgerliches Recht
Im Vertragsrecht müssen Angebot und Annahme übereinstimmen, wenn ein Vertrag zustande kommen soll. Dies ergibt sich im Umkehrschluss aus § 150 Abs. 2 BGB; es kommt zur Einigung, ansonsten besteht ein Dissens. Auch Wille und Erklärung müssen bei der Willenserklärung kongruent sein, weil sonst ein Anfechtungsgrund nach § 119 Abs. 1 Variante 2 BGB gegeben ist (Erklärungsirrtum). Bei der persönlichen Surrogation liegt Kongruenz vor, wenn verschiedene Ansprüche des Hauptgläubigers übereinstimmen, so dass die Erfüllung des einen zum Übergang des anderen Anspruchs führt.

## Arbeitsrecht
Im Arbeitsrecht erfolgt ein gesetzlicher Forderungsübergang der Ansprüche eines verletzten Arbeitnehmers auf den Arbeitgeber nur bei zeitlicher und sachlicher Kongruenz. Die für den Anspruchsübergang nach § 115 Abs. 1 SGB X geforderte sachliche Kongruenz ist stets gegeben, wenn der Sozialleistungsträger die Sozialleistung „gleichwohl“ anstelle des vom Arbeitgeber nicht gezahlten Arbeitsentgelts gewährt. Sachliche Kongruenz bedeutet, dass die Leistung der Berufsgenossenschaft der Behebung eines Schadens der gleichen Art dienen muss, zeitliche Kongruenz muss den Schaden für den gleichen Zeitraum abdecken. Versicherungen und Arbeitgeber können nur wegen solcher Versicherungsleistungen beim Schädiger Regress nehmen, die zeitlich und sachlich in einem inneren Zusammenhang mit dem Schaden stehen, den der Schädiger dem Geschädigten zu ersetzen hat.

## Insolvenzrecht
Im Insolvenzrecht liegt eine kongruente Deckung nach § 130 Abs. 1 InsO vor, wenn eine Rechtshandlung des Insolvenzschuldners einem Insolvenzgläubiger eine Sicherung oder Befriedigung gewährt oder ermöglicht hat, die in den letzten drei Monaten vor dem Antrag auf Eröffnung des Insolvenzverfahrens vorgenommen worden ist und wenn zur Zeit der Handlung der Schuldner zahlungsunfähig war und wenn der Gläubiger zu dieser Zeit die Zahlungsunfähigkeit kannte oder wenn sie nach dem Eröffnungsantrag vorgenommen worden ist und wenn der Gläubiger zur Zeit der Handlung die Zahlungsunfähigkeit oder den Eröffnungsantrag kannte. Diese kongruente Deckung unterliegt ebenso wie die inkongruente Deckung nach § 131 Abs. 1 InsO der Insolvenzanfechtung. Ein Gläubiger – etwa ein Lieferant (beim Lieferantenkredit) oder Kunde (beim Kundenkredit durch Anzahlungen oder Vorauszahlungen)  – sollte sich dieser Problematik bewusst sein, wenn er mit in einer Unternehmenskrise befindlichen Unternehmen Geschäfte macht. Da die Insolvenzanfechtung für den Insolvenzverwalter häufig essentiell für die Mehrung der Insolvenzmasse ist, können hier erhebliche Zahlungsrisiken für den Lieferanten oder Kunden entstehen. Es gibt jedoch spezielle Verfahrensmöglichkeiten, mit denen diese Problematik vor der Geschäftsabwicklung gemindert oder sogar beseitigt werden kann.
Auch das österreichische Insolvenzrecht kennt im Rahmen der Anfechtung nach der Konkursordnung den Begriff der Kongruenz für Leistungen, die dem anderen Teil in dieser Art und zu dieser Zeit gebühren. Demnach ist zum Beispiel die Bezahlung einer nicht fälligen Schuld eine inkongruente Befriedigung.

## Sozialrecht
Beim Regress der Sozialversicherungsträger (Leistungsträger) erfolgt gemäß § 116 Abs. 1 SGB X ein gesetzlicher Forderungsübergang nur, soweit Sozialleistungen der Behebung eines Schadens der gleichen Art dienen und sich auf denselben Zeitpunkt wie der vom Schädiger zu leistende Schadensersatz beziehen. 

## Versicherungsrecht
Im Versicherungsrecht entsteht beim Zusammentreffen von Versicherungs- oder Sozialleistungen mit Schadensersatzansprüchen häufig der Bedarf nach Kongruenz. Es handelt sich um die Identität eines versicherten Schadens mit dem gegenüber dem Schädiger bestehenden Regressanspruch, den die Versicherung gemäß § 86 Abs. 1 VVG vom geschädigten Versicherungsnehmer durch Legalzession automatisch übertragen bekommt.